# Месје 25
Месје 25 (М25) је расијано звјездано јато у сазвијежђу Стријелац које се налази у Месјеовом каталогу објеката дубоког неба.
Деклинација објекта је - 19° 7' 12" а ректасцензија 18h 31m 45,0s. Привидна величина (магнитуда) објекта М25 износи 4,6. М25 је још познат и под ознакама NGC 4725, OCL 38, ESO 591-SC6.